# Eje cronológico
Un eje cronológico o línea temporal es un elemento útil para establecer las etapas de los procesos históricos y para destacar la sincronía en el tiempo. La cronología comparada es un ejercicio para ver claramente y detalladamente el encadenamiento y la coincidencia temporal que presentan hechos históricos relevantes y que pueden servir como punto de partida para establecer la influencia de unos acontecimientos sobre otros.
Para elaborar un eje cronológico primero se estructura y después se selecciona la información. Se busca información sobre los inicios de un periodo o época y se clasifican según su estructuración en el eje. Después de seleccionar la información, los hechos se colocan de manera que sea visualmente fácil de leerlos y localizarlos. La evolución de los periodos se elabora cronológicamente. Como conclusión se escribe una síntesis de forma esquemática que explica ordenadamente la información reflejada.

## Herramientas para su creación
El aprendizaje de la dimensión temporal está presente durante todo el periodo de la educación obligatoria y después de esta. Dada la dificultad de aprender estos conceptos, los ejes cronológicos se presentan como las mejores herramientas para interiorizar estos contenidos.